# Бегиос
Бегио́с (фр. Béguios) — коммуна во Франции, находится в регионе Новая Аквитания. Департамент — Атлантические Пиренеи. Входит в состав кантона Пеи-де-Бидаш, Амикюз и Остибар. Округ коммуны — Байонна.
Код INSEE коммуны — 64105.

## География
Коммуна расположена приблизительно в 670 км к юго-западу от Парижа, в 170 км южнее Бордо, в 60 км к западу от По.

### Климат
Климат тёплый океанический. Зима мягкая, средняя температура января — от +5°С до +13°С, температуры ниже −10 °C бывают редко. Снег выпадает около 15 дней в году с ноября по апрель. Максимальная температура летом порядка 20-30 °C, выше 35 °C бывает очень редко. Количество осадков высокое, порядка 1100 мм в год. Характерна безветренная погода, сильные ветры очень редки.

## Население
Население коммуны на 2010 год составляло 272 человека.
| 1962 | 1968 | 1975 | 1982 | 1990 | 1999 | 2010 |
| ---- | ---- | ---- | ---- | ---- | ---- | ---- |
| 368  | 347  | 344  | 298  | 292  | 312  | 272  |

## Администрация
| Период | Период | Фамилия       | Партия | Примечания |
| ------ | ------ | ------------- | ------ | ---------- |
| 1995   | 2001   | Пьер Баррер   |        |            |
| 2001   | 2014   | Оже Пошелю    |        |            |
| 2014   | 2020   | Дидье Иригуэн |        |            |

## Экономика
В 2010 году среди 185 человек трудоспособного возраста (15-64 лет) 133 были экономически активными, 52 — неактивными (показатель активности — 71,9 %, в 1999 году было 69,5 %). Из 133 активных жителей работали 130 человек (75 мужчин и 55 женщин), безработных было 3 (2 мужчин и 1 женщина). Среди 52 неактивных 17 человек были учениками или студентами, 20 — пенсионерами, 15 были неактивными по другим причинам.

## Достопримечательности
- Церковь Св. Петра (1830 год)[4]
- Протоисторические оборонительные укрепления. Исторический памятник с 1983 года[5]